# Ким Мунсу
Ким Мун Су  (кор. 김문수, общепринятая латинская транскрипция — Kim Moon-soo; род. 27 августа 1951, Йончхон, Республика Корея) — южнокорейский политический деятель, министр занятости и труда в правительстве Юн Сок Ёля, бывший профсоюзный активист, бывший член Национального собрания, 32-й и 33-й губернатор провинции Кёнгидо. Кандидат на президентских выборах 2025 года от партии «Сила народа».

## Биография

### Ранние годы
Ким Мун Су родился в 1951 году третьим сыном в семье, где у него есть три брата и три сестры. После окончания начальной школы Йончхон в Кенсан-Пукто, он переехал в Тэгу, где он окончил Кёнбукскую среднюю и Кёнбукскую высшую школы.
В 1970 году Ким Мун Су поступил в Сеульский национальный университет, но был исключён в 1971 году якобы за участие 15 октября в студенческих протестах, прокатившихся по всей стране. После восстановления в 1974 году он был вновь исключён из-за причастности к деятельности «Национально-демократической молодёжи».
Он вернулся к обучению деловому администрированию в Сеульском национальном университете в 1994 году, а два года спустя окончил университет, после первоначального принятия в 1970 году.

### Деятель рабочего движения
В 1974 году он работал в качестве помощника закройщика тканей на фабрике тканей близ реки Чхонгечхон, а в 1977 году получил национальную лицензию инженера по управлению окружающей средой и безопасности. В 1978 году был избран лидером профсоюза Dorco Федерации корейских профсоюзов металлистов. В 1980 году Ким был арестован и подвергнут пыткам диктаторским правительством, но его обвинение было приостановлено, чтобы он мог снова работать на Dorco.
Ким был секретарём Мемориального общества Чон Тхэ Иля в 1985 году и был снова арестован за участие в протесте 3 мая в Инчхоне за внесение поправок в Конституцию для проведения прямых президентских выборов в 1986 году, когда был членом руководящего комитета Сеульской конфедерации трудового движения. Его пытали и заключили в тюрьму на два с половиной года.

### Политическая карьера
В 1990 году Ким Мун Су участвовал в создании «Народной партии» и был председателем Комитета по трудовым отношениям. В том же году он баллотировался на парламентских выборах 1992 года, но потерпел поражение. После вступления в «Демократическую либеральную партию» в 1994 году баллотировался на парламентских выборах 1996 года как кандидат от партии «Новая Корея» и был избран.
После своего избрания Ким Мун Су сосредоточился на вопросах труда и окружающей среды, а также на транспорте в столичном районе Сеула и уходе за детьми. Переизбранный в 16-е и 17-е Национальное собрание, Ким три срока подряд был членом парламента. Занимал пост заместителя лидера фракции «Партии великой страны».
После ухода из Национального собрания в 2006 году, баллотировался в местные органы власти. В этом же году был избран губернатором провинции Кёнгидо.
В апреле 2012 года Ким Мун Су выдвинул свою кандидатуру на пост президента на предварительных выборах партии «Сэнури». Объявляя о выдвижении своей кандидатуры, Ким заявил, что выдвижение Пак Кын Хе не следует рассматривать как аксиому, несмотря на десятилетие подготовки к кампании с её стороны.
30 августа 2024 года, несмотря на противодействие со стороны трудовых групп и «Демократической партии», был назначен министром занятости и труда в правительстве президента Юн Сок Ёля. Во время кризиса, связанного с введением военного положения в 2024 году, Ким не согласился с решением президента Юна объявить военное положение, но позднее стал единственным министром, который отказался присоединиться к другим членам кабинета министров в принесении публичных извинений за введение военного положения. Выступил против импичмента Юна.
9 апреля 2025 года вновь выдвинул свою кандидатуру на пост президента на предварительных выборах от партии «Сила народа» на досрочные президентские выборы в 2025 году. В связи с этим 4 апреля он подал в отставку с должности министра занятости и труда. 3 мая Ким был утверждён в качестве официального кандидата от «Силы народа» на пост президента после победы в третьем туре туре праймериз. Он набрал 56,5 % голосов, обойдя бывшего лидера партии Хан Дон Хуна. В своей победной речи он заявил: «Я сформирую прочный союз с кем угодно, чтобы предотвратить правление Ли Чжэ Мёна и его „Демократической партии“. Я буду добиваться этого процедурой и методом, которые примут наш народ и члены партии, и я в конечном итоге одержу победу».
6 мая Ким приостановил предвыборную деятельность и обвинил свою партию в неспособности поддержать его на фоне неоднократных призывов руководства «Силы народа» к Киму об объединении усилий с кандидатом Хан Док Су. 7 мая Ким вступил в переговоры с независимым кандидатом Ханом о выдвижении единого консервативного кандидата на выборах. Однако они оказались безрезультатными. Ким заявил, что «Сила народа» и её временный лидер Квон Ён Се в одностороннем порядке предприняли шаги по объединению кандидатур, не посоветовавшись с ним. «Сила народа» подтвердила ранним утром 10 мая, что они отменят выдвижение Кима и вместо этого выдвинут Хан Док Су на чрезвычайном съезде в тот же день. Для этого специально под Хана с 3 до 4 часов утра была открыта регистрация для новых кандидатов от партии. Ким намекнул на контрмеры, заявив, что «партийная демократия мертва», и что он будет добиваться принятия судебного запрета против действий партии. Однако члены «Силы народа» в ходе голосования отклонили резолюцию, назначающую Хана кандидатом от партии, в результате чего выдвижение Кима было восстановлено. Временный лидер партии Квон Ён Се извинился за ситуацию и подал в отставку, а Ким Мун Су порекомендовал на его место депутата Ким Ён Тхэ. В ходе своей кампании Ким столкнулся с проблемами внутреннего раскола в партии и привлечения умеренных избирателей, так как он известен своим жёстким имиджем и ультраправой позицией, а также выступал против импичмента Юна и защищал введение военного положения.